# Marston Morse
Harold Calvin Marston Morse (Waterville, 24 marzo 1892 – Princeton, 22 giugno 1977) è stato un matematico statunitense, conosciuto per il suo lavoro riguardo al calcolo delle variazioni, dove ha introdotto una tecnica di topologia differenziale ora conosciuta come teoria di Morse. Nel 1933 gli è stato assegnato il Bôcher Memorial Prize per il suo lavoro in analisi matematica.